# Freya Miles
Freya Miles (* 10. Juni 1986 im Sauerland) ist das Pseudonym einer deutschen Autorin von Liebesromanen, die im Selfpublishing und bei Verlagen erscheinen.

## Biografie
Die Schriftstellerin lebt in Finnentrop-Lenhausen und arbeitete als Sozialpädagogin in der Stadtverwaltung, bis sie 2016 ihre ersten Werke veröffentlichte und hauptberuflich Autorin wurde. Der damalige Kleinverlag Booklover Verlag brachte im März 2016 ihren Debütroman Wenn du mich findest heraus und kam damit auf Platz 15 der Kindle-Charts. Es folgten zwei Fortsetzungen der sogenannten A Millionaire Trilogy; der zweite Band kam auf Rang 9 der E-Book-Charts bei Amazon. Bald darauf begann Freya Miles, auch gemeinsame Romane zusammen mit Nadine Kapp, der Geschäftsführerin des Booklover Verlags, und Casey Stone zu schreiben. Zu dritt brachten die Autoren 2017 die Dilogie Your Royal Highness heraus. Mit Nadine Kapp verfasste Freya Miles daraufhin zahlreiche weitere Liebesromane.
2017 wurde der Booklover Verlag geschlossen und Amazon Publishing nahm die beiden Autorinnen unter Vertrag. 13 der von Freya Miles und Kapp gemeinschaftlich geschriebenen Werke erschienen beim Label Montlake Romance nacheinander neu. Während dieser Zeit war es Freya Miles und Nadine Kapp untersagt, unter ihren Namen neue Romane herauszubringen. So entschieden sie sich dazu, unter dem Pseudonym Jane Arthur weitere gemeinsame Liebesromane verlagsunabhängig zu veröffentlichen. In etwas mehr als zwei Jahren entstanden so 22 weitere Werke. Mr. Hunt, veröffentlicht im März 2018, wurde zum BILD-Bestseller. Als der Vertrag mit Amazon Publishing auslief, gaben Freya Miles und Nadine Kapp in einem Video bekannt, hinter dem Pseudonym Jane Arthur zu stecken und fortan wieder unter ihren eigentlichen Autorennamen zu veröffentlichen.
Seitdem ist Freya Miles als reine Selfpublisherin tätig und schreibt sowohl allein als auch mit Nadine Kapp sowie mit C. R. Scott verlagsunabhängige Liebesromane.
Bisher wurden drei Romane der Autorin als Hörbücher herausgegeben: 2017 produzierte der Verlag Hörbuchmanufaktur Berlin Lass mich fallen. 2018 brachte Audible Studios Law Enforcement: New York aus der gemeinsamen Reihe mit Kapp als Hörbuch heraus. Im selben Jahr ließ Freya Miles Mein letzter Atemzug vom Dienstleister Miss Motte Audio vertonen.
2020 brachte der Weltbild Verlag Marry me, now von Miles und Kapp neu heraus.
Im November 2024 kam Freya Miles mit A Bookboyfriend for Christmas erstmalig auf die SPIEGEL-Bestsellerliste.